# Francine Graton
Pour les articles homonymes, voir Graton.
Francine Graton, née Francine Vandenbosch le 10 mars 1932 à Ixelles (région de Bruxelles-Capitale) et morte à Uccle le 28 mai 2011, est une coloriste et scénariste de bande dessinée belge.

## Biographie
Francine Vandenbosch naît le 10 mars 1932 à Ixelles, une commune bruxelloise.
Elle épouse le dessinateur de bande dessinée français Jean Graton en 1959. En 1966, pour le supplément jeunesse Junior de l'hebdomadaire féminin belge Chez nous, aujourd'hui disparu, elle crée avec son époux, le créateur de la série Michel Vaillant, la série de bande dessinée  réaliste Les Labourdet, « une famille moyenne typique française des années 1960 » composée de la mère au foyer, du père, de deux filles, d'un garçon (le cadet de la famille) et d'un grand-père vivant sous le même toit. Cette saga familiale dont elle écrit le scénario mis en images par Jean Graton voit les démêlés sentimentaux des filles et les frasques du fils mis en couleur pour les trois premiers opus par Christian Denayer ,. 
La série compte neuf longs récits et s'arrête en 1972. Un premier album Ni Toi...Ni Lui ! est publié aux éditions du Lombard en 1967. Trois ans plus tard, un second album, La Rivale, est publié et simultanément La vérité vient du désert clôt les publications chez cet éditeur.
C'est tardivement que les volumes suivants sont publiés dans la collection « Michel Vaillant/Palmarès inédit » avec La Croisière du serpent (2004), Le Faux pas (2005), Jeux dangereux (2006), Le Voisin de palier (2007), Le Voyage de Pépé (2007), Suspense à Noirmoutier (2008) chez Graton éditeur.
Selon Gilles Ratier, rédacteur en chef du site d'information BDzoom dans sa chronique de l'album La Croisière du serpent : « Francine Graton, l’épouse de Jean (lequel n’a jamais si bien dessiné), nous propose des scénarios passionnants qui possèdent un charme rétro indéniable ! Il paraît qu’il y a encore six récits du même tonneau à venir [...] ».
Parallèlement, Francine Graton est longtemps la coloriste de la série de bande dessinée Michel Vaillant de son mari et la coscénariste de quelques albums dont Racing Show en 1985 :

« Francine Graton a joué un rôle essentiel dans Michel Vaillant : c’est elle qui était chargée de tout ce qui concernait la famille Vaillant et son évolution (mariages, naissances, etc.), Jean Graton se concentrant sur l’invention de péripéties liées au sport automobile. D’où la dualité originale de la série, à la fois bande sportive et family strip. »

— Dominique Petitfaux, historien de la BD.
Avec son conjoint, Francine Graton est la mère de l'auteur et photographe Philippe Graton et de deux autres garçons, Jean-Claude et Gurval, aujourd'hui décédé.
Francine Graton meurt le 28 mai 2011 à Uccle, à l'âge de 79 ans.

## Œuvres
Les Labourdet, aventures sentimentales et familiales (9 tomes, 1967 - 2008).
- 1. Ni toi  ni lui[3], Éditions du Lombard, Bruxelles, 1967
Scénario : Francine Graton - Dessin : Jean Graton - Couleurs : Christian Denayer - Décoriste : Christian Denayer — album agrafé.
- 2. La Rivale, Le Lombard, Bruxelles, 1970
Scénario : Francine Graton - Dessin : Jean Graton - Couleurs : Christian Denayer - Décoriste : Christian Denayer — album broché.
- 3. La Vérité vient du désert, Le Lombard, Bruxelles, 1970
Scénario : Francine Graton - Dessin : Jean Graton - Couleurs : Christian Denayer - Décoriste : Christian Denayer — album broché.
- 4. La Croisière du serpent[2], Graton éditeur, coll. « Michel Vaillant/Palmarès inédit », Bruxelles, mars 2004
Scénario : Francine Graton - Dessin : Jean Graton - Couleurs : Multiconcepts Production -  (ISBN 2-87098-069-8)
- 5. Le Faux pas, Graton éditeur, coll. « Michel Vaillant/Palmarès inédit », Bruxelles, avril 2005
Scénario : Francine Graton - Dessin : Jean Graton - Couleurs : Robert Paquet -  (ISBN 2-87098-077-9)
- 6. Jeux dangereux, Graton éditeur, coll. « Michel Vaillant/Palmarès inédit », Bruxelles, septembre 2006
Scénario : Francine Graton - Dessin : Jean Graton - Couleurs : Tanja Cinna -  (ISBN 2-87098-094-9)
- 7. Le Voisin de palier, Graton éditeur, coll. « Michel Vaillant/Palmarès inédit », Bruxelles, février 2007
Scénario : Francine Graton - Dessin : Jean Graton - Couleurs : Tanja Cinna -  (ISBN 978-2-87098-098-9),Première parution en 1970 en épisodes dans le magazine Chez Nous.
- 8. Le Voyage de pépé, Graton éditeur, coll. « Michel Vaillant/Palmarès inédit », Bruxelles, octobre 2007
Scénario et couleurs : Francine Graton - Dessin : Jean Graton -  (ISBN 978-2-87098-106-1)
- 9. Suspense à Noirmoutier[8], Graton éditeur, coll. « Michel Vaillant/Palmarès inédit », Bruxelles, janvier 2008
Scénario et couleurs : Francine Graton - Dessin : Jean Graton -  (ISBN 978-2-87098-108-5)

Michel Vaillant

#### Livres
: document utilisé comme source pour la rédaction de cet article.
- Philippe Mellot, Michel Denni, Laurent Turpin et Isabelle Morzadec, Trésors de la bande dessinée : BDM 2023-2024 - Catalogue encyclopédique et Argus, Paris, Les Arènes, novembre 2022, 23e éd., 1677 p., ill. ; 23 cm (ISBN 9791037507280, OCLC 1351462460, présentation en ligne), p. 719. .